# قائمة بمحطات توليد الطاقة في المغرب
قائمة بمحطات توليد الطاقة في المغرب

## المحطاتالكهرومائية
| اسم المحطة                       | المدينة    | النوع        | السعة بالميجاواط | سنة الانتهاء | اسم السد |
| -------------------------------- | ---------- | ------------ | ---------------- | ------------ | -------- |
| محطة أفورار للطاقة الكهرمائية    | أفورار     | سد مائي      | 465              | 2004         |          |
| سد المسيرة                       | سطات       | سد مائي      | 128              | 1979         |          |
| سد الوحدة                        | إقليم وزان | سد مائي      | 240              | 1997         |          |
| سد بين الويدان                   | بني ملال   | سد مائي      | 135              | 1953         |          |
| سد علال الفاسي                   |            | سد مائي      | 240              | 1994         |          |
| محطة شركة برج للطاقة الكهرومائية | خنيفرة     | على مجري نهر | 22               |              | غ/م      |
| سد الحسن الأول                   | دمنات      |              | 67.2             | 1991         |          |
| سد الإدريسي                      |            |              | 40               | 1978         |          |
| الكانسيرا                        | مكناس      |              | 8.3              | 1946         |          |
| سد محمد الخامس                   | زايو       |              | 23               | 1967         |          |
| محطة تنافنيت للطاقة الكهرومائية  | خنيفرة     | على مجري نهر | 18               |              | N/A      |

## المحطات الحرارية
| اسم المحطة        | المدينة      | نوع الوقود      | السعة بالميجاواط | سنة الانتهاء | اسم المالك  | ملاحظات |
| ----------------- | ------------ | --------------- | ---------------- | ------------ | ----------- | ------- |
| محطة الجرف الأصفر | الجرف الأصفر | فحم             | 1356             | 1997         | ONE*        | تعمل    |
| محطة Tahaddart    | طنجة         | غاز طبيعي       | 384              | 2005         | Endesa/ONE* | تعمل    |
| محطة الوحدة       | الوحدة       | غاز طبيعي       | 800              | 2010         | Endesa/ONE* | تعمل    |
| محطة المحمدية     | المحمدية     | زيت الوقود وفحم | 600              | 2007         | ONE*        | تعمل    |

## محطاتالطاقة الشمسية
| اسم المحطة                                                        | المدينة      | نوع الوقود            | السعة بالميجاواط | سنة الانتهاء | اسم المالك | ملاحظات |
| ----------------------------------------------------------------- | ------------ | --------------------- | ---------------- | ------------ | ---------- | ------- |
| محطة عين بني مطهر المتكاملة للطاقة الحرارية الشمسيةالدورة المركبة | عين بني مطهر | طاقة شمسية وغاز طبيعي | 470              | 2011         | ONE*       | تعمل    |

## محطاتطاقة الرياح
| اسم المحطة   | المدينة | عدد توربينات الرياح | السعة بالميجاواط | سنة الانتهاء | اسم المالك | ملاحظات |
| ------------ | ------- | ------------------- | ---------------- | ------------ | ---------- | ------- |
| محطة أخفنير  | أخفنير  |                     | 200              | 2013         | Nareva     | تعمل    |
| محطة كيب سيم | الصويرة |                     | 60               | 2006         | ONE*       | تعمل    |
| محطة طنجة    | طنجة    |                     | 240              | 2007         | ONE*       | تعمل    |
| محطة طرفاية  | طرفاية  | 131                 | 301              | 2014         | Nareva     | تعمل    |